# Данило Вуксановић (сликар)
Данило Вуксановић (Сомбор, 29. децембар 1973) српски је сликар.

## Биографија
Дипломирао, магистрирао и докторирао на Ликовној академији у Новом Саду.
Имао је четрдесетак самосталних изложби у Србији, Италији и САД. Учествовао на бројним колективним изложбама и сликарским колонијама.
Добитник је неколико домаћих и страних признања.
Пише ликовну критику. Објавио је четири књиге. Програмски је директор и помоћник управника Галерије Матице српске.
Живи у Новом Саду.